# Ruler of the Wasteland
Ruler of the Wasteland è il secondo album del gruppo musicale heavy metal statunitense Chastain, pubblicato nel 1986 dall'etichetta discografica Shrapnel Records.

## Il disco
Si tratta del primo disco della band registrato con il batterista Ken Mary, che in precedenza aveva partecipato anche all'incisione sul demo del 1985. L'album è uscito in vinile ed è stato prodotto da Mike Varney per la sua Shrapnel Records, mentre in Europa è stato pubblicato dalla Roadrunner Records.
Rispetto all'esordio uscito un anno prima, questo lavoro ha ottenuto un discreto successo, denotando una maggiore aggressività ed una migliore qualità a livello musicale e di produzione. Le principali similitudini stilistiche sono da riscontrare con gruppi quali Metal Church, Judas Priest e Iron Maiden. Una cover della canzone Angel of Mercy è stata realizzata dagli Hammerfall per la realizzazione di Crimson Thunder del 2002.
L'album è stato stampato per la prima volta in CD in maniera ufficiale dalla Shranpnel nel 2008, fornendo un'edizione in digipack con due tracce bonus in versione demo.

## Tracce
Testi e musiche di David T. Chastain.
1. Ruler Of The Wasteland – 3:46
2. One Day To Live – 4:05
3. The King Has The Power – 3:05
4. Fighting To Stay Alive – 3:54
5. Angel Of Mercy – 5:11
6. There Will Be Justice – 4:13
7. The Battle Of Nevermore – 5:06
8. Living In A Dreamworld – 3:24
9. Children Of Eden – 4:19

Tracce bonus del CD
1. The Battle Of Nevermore – 5:48
2. Children Of Eden – 4:55

  In queste due tracce la batteria è suonata da Les Sharp.

## Formazione
- Leather Leone - voce
- David T. Chastain - chitarra
- Mike Skimmerhorn - basso
- Ken Mary - batteria